# Теменос
Теменос (дав.-гр. τέμενος) — священна ділянка, присвячена певному божеству. Вважалось, що перебуваючи в теменосі, людина може відчути присутність цього божества.
Концепція теменоса виникла у класичній культурі Середземномор'я, передусім, у давньогрецькій релігії, як ділянка храму, призначена для поклоніння богам. Деякі античні автори використовують цей термін на позначення Священного гаю, ізольованого від повсякденного міського життя, водночас інші автори описують теменоси, які існували в самому центрі міста, неподалік від агори, і являли собою частину храмів.
Найяскравіший приклад теменоса бронзової доби — мінойське святилище Кносського палацу на острові Крит, Греція. Храм палацу мав у північній частині масивний теменос. Іншим прикладом можуть слугувати теменоси Зевса і Аполлона в Олімпії. Теменоси були поширені і у давньогрецьких колоніях, зокрема в полісах Північного Причорномор'я. Так, в Ольвії у другій половині 6 століття до н. е. в районі головної вулиці акрополя виникли агора і теменос.
Теменос — в аналітичній психології — осереддя особистого простору, в межах якого аналітик та пацієнт відчувають присутність несвідомого, де відсутнє его, захищені сакральні цінності.

Тут можна зустріти власну Тінь, Анімуса і Аніму, мудреця (сенекс) і, нарешті, Самість, імена, які Карл Густав Юнг дав архетиповим персоніфікаціям несвідомого.